# 1933 en arts plastiques
| Années des arts plastiques : 1930 - 1931 - 1932 - 1933 - 1934 - 1935 - 1936    |
| Décennies des arts plastiques : 1900 - 1910 - 1920 - 1930 - 1940 - 1950 - 1960 |

Cette page concerne l'année 1933 en arts plastiques.

## Événements
- 2 juin : Grand Prix de la peinture Jacques Darnétal décerné par vote de critiques d'art en la Galerie Bernheim, 40, rue La Boétie à Paris. Il est attribué à Raymond Legueult devant Adrien Holy, Maurice Georges Poncelet et Auguste Durand-Rosé[1].

## Œuvres
- Profil continu de Mussolini, de Renato Giuseppe Bertelli.

## Naissances
- 2 janvier : Jean-François Comte, peintre français († 16 février 2018),
- 25 janvier :
  - Michel Jouenne, peintre, illustrateur, lithographe et sculpteur français de l'École de Paris († 16 mai 2021),
  - René Sintès, peintre français († 25 mai 1962),
- ? janvier : Marcel Hamel, peintre et collagiste français († 4 avril 2009),
- 16 février : Michel Sementzeff, peintre français († 29 novembre 2019),
- 26 février : Arnaud d'Hauterives, peintre et graveur français († 4 janvier 2018),
- 28 février : Joël Dabin, peintre français († 7 novembre 2003),
- 2 mars : Meki Megara, peintre et lithographe marocain († 11 novembre 2009),
- 19 mars : Gérard Gosselin, peintre et lithographe français († 5 avril 2023),
- 1er avril : Freddy Tiffou, peintre franco-algérien († 30 septembre 2002),
- 20 avril : Jean-Pierre Jouffroy, peintre, dessinateur, graveur, sculpteur, directeur artistique de périodiques, affichiste, historien d'art et écrivain français († 17 septembre 2018),
- 30 avril : Uche Okeke, illustrateur, peintre, sculpteur, poète et théoricien de l'art et de l'esthétique moderniste nigérian († 5 janvier 2016),
- 3 mai : Domenico Gnoli, peintre, illustrateur et scénographe italien († 17 avril 1970),
- 30 mai : Farkhat Sabirzyanov, peintre russe († 18 avril 2009)
- 4 juin : Guy Harloff, peintre, dessinateur, graveur et collagiste franco-néerlandais († 6 janvier 1991),
- 10 juin : Tex Lecor,  auteur-compositeur-interprète et peintre canadien († 9 septembre 2017),
- 17 juin : Jean-Paul Savigny, peintre français († 28 juillet 2001),
- 7 juillet : Herman Braun-Vega, peintre péruvien († 2 avril 2019),
- 13 juillet : Piero Manzoni, peintre et sculpteur italien († 6 février 1963),
- 23 juillet : Ivan Levesque, peintre et sculpteur français († 11 juillet 2006),
- 16 août : Dagfinn Bakke, peintre, illustrateur et dessinateur de presse norvégien († 1er janvier 2019),
- 30 septembre : Ilia Kabakov, artiste conceptuel russe,
- 4 octobre : Dado, peintre, sculpteur, graveur et dessinateur yougoslave († 27 novembre 2010),
- 9 octobre : Marcella Maltais, peintre canadienne († 19 septembre 2018),
- 23 octobre : Yigal Tumarkin, peintre et sculpteur israélien († 12 août 2021),
- 25 octobre : Iris Raquin, peintre française († 6 septembre 2016),
- 29 octobre : Sydney Ball, peintre abstrait australien († 5 mars 2017),
- 30 octobre : Gaston Rebry, peintre et coureur cycliste belge († 5 janvier 2007),
- 13 novembre : Guy Lefèvre, vitrailliste malgache († 12 janvier 2018),
- 25 novembre : Néjib Belkhodja, peintre tunisien († 8 mai 2007),
- 29 novembre : James Rosenquist, peintre de pop art américain († 31 mars 2017),
- 27 décembre : Franck Duminil, peintre français († 13 juin 2014),
- Date précise inconnue ou non renseignée : 
  - Claude Bellan, peintre français († février 2017).
  - Caspar Henselmann, sculpteur allemand.

## Décès
- 2 janvier : Jacques Carabain, peintre de paysages urbains belge d'origine néerlandaise (° 23 février 1834),
- 3 janvier :
  - Léon Cauvy, peintre français (° 12 janvier 1874),
  - Camille Dufour, peintre français (° 8 février 1841),
- 6 janvier : Raymond Allègre, peintre français (° 26 août 1857),
- 10 janvier : Margaret MacDonald Mackintosh, peintre britannique (° 5 novembre 1864),
- 15 janvier : Otto Meyer-Amden, peintre et graphiste suisse (° 20 février 1885),
- 20 janvier :
  - Alexandre Gamba de Preydour, peintre français (° 10 octobre 1846),
  - Jean-Antoine Injalbert, sculpteur français (° 23 février 1845),
- 23 janvier : Adolphe Lalyre, peintre français (° 1er octobre 1848),
- 27 janvier : Marcel Leprin, peintre français (° 12 février 1891),
- 31 janvier : Gustan Le Sénéchal de Kerdréoret, peintre de la Marine français (° 1er janvier 1840),
- 7 février : Michel Simonidy, peintre, illustrateur, décorateur et affichiste roumain (° 6 mars 1872),
- 16 février : Jacques Louis Robert Villeneuve, sculpteur français (° 1er janvier 1865),
- 17 février : Paul Noël Lasseran, peintre, décorateur et poète français (° 1868),
- 24 février : Théodore Haas, peintre animalier, illustrateur et enseignant français (° 8 février 1861),
- 21 mars : Polia Chentoff, peintre, illustratrice, graveuse et sculptrice russe puis soviétique (° 1896),
- 25 mars : Louis Sérendat de Belzim, peintre mauricien et français (° 26 juin 1854),
- 28 mars : Henri Émilien Rousseau, peintre orientaliste français (° 17 décembre 1875),
- 31 mars : Charles Diéterle, peintre français (° 6 avril 1847),
- 9 avril : Auguste Pointelin, peintre français (° 23 juin 1839),
- 22 avril : Louis-Auguste Girardot, peintre orientaliste et lithographe français (° 27 septembre 1856),
- 29 avril : Théodore de Broutelles, peintre français (° 4 octobre 1842),
- 13 mai : Karl Ludwig Hassmann, peintre autrichien (° 3 janvier 1869),
- 21 mai : Adolphe Giraldon, peintre, illustrateur et décorateur français (° 4 mai 1855),
- 22 mai : Ștefan Dimitrescu, peintre et dessinateur post-impressionniste roumain (° 18 janvier 1886),
- 27 mai : Léon Kamir Kaufmann, peintre polonais (° 8 juin 1872),
- 1er juin : Louis Leynia de La Jarrige, journaliste, peintre animalier et illustrateur de livres pour enfants français (° 5 juin 1873),
- 5 juin : Étienne Bouillé, peintre français (° 12 avril 1858),
- 25 juin : Giovanni Giacometti, peintre suisse (° 7 mars 1868),
- 29 juin : François Maury, peintre français (° 3 mars 1861),
- 20 juillet : David Widhopff, peintre français d'origine ukrainienne (° 1867),
- 21 juillet :
  - Victor Gilbert, peintre français (° 13 février 1847),
  - Louise Héger, peintre impressionniste paysagiste belge (° 14 juillet 1839),
- 24 juillet : Alfredo Helsby, peintre chilien  (° 22 juillet 1862),
- ? juillet :
  - Georges Busson, peintre français (° 28 février 1859),
  - Adolphe Clary-Baroux, peintre français (° 1865),
- 7 août : René Lelong, illustrateur et peintre français (° 1er avril 1871),
- 10 août : Edmond Louis Dupain, peintre français (° 13 juillet 1847),
- 18 août : Étienne Couvert, peintre et graveur français (° 13 décembre 1856),
- 20 août : Gustaf Cederström, peintre suédois (° 12 avril 1845),
- 3 septembre :
  - George Mosson, peintre et dessinateur franco-allemand (° 2 février 1851),
  - Frédéric Soulacroix, peintre français (° 1er octobre 1858),
- 9 septembre : Henri-Achille Zo, peintre français (2 décembre 1873),
- 10 septembre : Harue Koga, peintre japonais (° 18 juin 1895),
- 22 septembre : Eugenio Cisterna, peintre et décorateur italien (° 30 octobre 1862),
- 29 septembre : Victor Le Baube, peintre français (° 15 novembre 1859),
- 3 octobre : Raoul Carré, peintre français (° 23 octobre 1868),
- 4 octobre : Adolfo Tommasi, peintre italien (° 25 janvier 1851),
- 11 octobre : Gustaf Rydberg, peintre de paysages suédois (° 13 septembre 1835),
- 23 octobre : François Gauzi, peintre et graveur français (° 26 décembre 1862),
- 26 octobre : José Malhoa, peintre portugais (° 28 avril 1855),
- 27 octobre : Alceste Campriani, peintre italien (° 11 février 1848),
- 30 octobre : Amédée Buffet, peintre français (° 30 juillet 1869),
- 5 novembre : Luna Drexlerówna, peintre et sculptrice polonaise (° 10 novembre 1882),
- 7 novembre : Léon Barotte, peintre français (° 1866),
- 8 novembre : Vittorio Matteo Corcos, peintre italien (° 4 octobre 1859),
- 9 novembre : Gino Bonichi, peintre italien (° 15 février 1904),
- 10 novembre : Philibert Vigoureux, peintre français (° 3 janvier 1868),
- 16 novembre : Emma Ciardi,  peintre italienne (° 13 janvier 1879),
- 22 novembre : Albert Dagnaux, peintre français (° 10 juillet 1861),
- 6 décembre : Eugène Deully, peintre français et conservateur général des musées de Lille (° 16 novembre 1860),
- 11 décembre :
  - Georges Maroniez, peintre, photographe et inventeur français (° 17 janvier 1865),
  - Jan Hoynck van Papendrecht, peintre et illustrateur néerlandais (° 18 septembre 1858),
  - Émile Wauters, peintre belge (° 19 novembre 1846),
- 15 décembre : Léo Schnug, peintre et illustrateur français d'origine allemande (° 17 février 1878),
- 16 décembre : Jacob Bendien, peintre, dessinateur et critique d'art néerlandais (° 16 avril 1890),
- 25 décembre : Walter William Ouless, peintre et portraitiste jersiais (° 21 septembre 1848),
- ? :
  - Étienne Azambre, peintre français (° 2 février 1859),
  - Auguste Félix Bauer, peintre d'histoire français (° 16 avril 1854),
  - Alphonse Benquet, peintre et sculpteur français (° 1857),
  - Aron Haber Beron, peintre franco-polonais (° 1908),
  - Pierre Boyer, peintre paysagiste et portraitiste français (° 1865),
  - Jules Guiboud, peintre français de l’école de Murol (° 1er février 1862),
  - Michel Simonidy, peintre, illustrateur, décorateur et affichiste roumain (° 8 mars 1870),
  - Tamagno, peintre et affichiste italien (° 1851),
  - Apollinaire Vasnetsov, peintre et critique d'art russe puis soviétique (° 1856).